# Friederike Butzengeiger
Friederike Butzengeiger (* 1984 in Berlin) ist eine deutsche Theaterschauspielerin und Sängerin.

## Leben
Butzengeiger studierte Schauspiel an der Schauspielschule Charlottenburg in Berlin und Gesang bei Michael Dixon. Zusätzlich ist sie staatlich anerkannte Logopädin.
Ihr erstes festes Engagement für mehrere Spielzeiten hatte sie von 2007 bis 2010 an der Landesbühne Sachsen-Anhalt. Darauf folgten Teilspielzeiten am Pfalztheater Kaiserslautern, dort war sie u. a. als Polly in Brechts Dreigroschenoper zu sehen. Von 2012 bis 2014 gehörte sie zum festen Ensemble des Schleswig-Holsteinischen Landestheaters. In der Spielzeit 2014 übernahm sie am Theater Augsburg in Die Banditen von Gerolstein die Rolle der „Großherzogin von Gerolstein“. Es folgte ein Engagement an der Landesbühne Niedersachsen Nord (Wilhelmshaven). Sie arbeitete mit Regisseuren wie Wolfgang Apprich, Marie Bues, Paul Georg Dittrich, Michael Lerchenberg und Ingo Putz.

## Theatrografie (Auswahl)
- 2012: Bauern, Bonzen, Bomben
- 2013: Peer Gynt[2]
- 2014: Der gute Mensch von Sezuan (als Shen Te/Shui Ta)[3]
- 2014: Die Banditen von Gerolstein (als Großherzogin Gerolstein)
- 2015: Bonnie und Clyde

## Veröffentlichungen
- (gemeinsam mit Andreas Jüttemann): Zur Geschichte des 1927 eingeführten Narkotikums Avertin. Anästh Intensivmed; 58 (2017): 268–273, ISSN 0170-5334.